# رودولف اشمید
رودولف اشمید (انگلیسی: Rudolf Schmid; ۲۱ مارس ۱۹۵۱ – ۲۱ اکتبر ۲۰۱۴) لژسوار اهل اتریش بود.